# Гро, София Ловиса
София Ловиса Гро (швед. Sofia Lovisa Gråå, 1749 — 8 мая 1835) — шведская преподавательница, директор театральной школы Dramatens elevskola, первая женщина, самостоятельно занимавшая этот пост.

## Биография
София Ловиса Пальм в 1788 г. вышла замуж за Фредрика Габриэля Гро, переводчика при русском посольстве в Стокгольме. В период 1804—1812 гг. она была директором Dramatens elevskola — школы актёров при Королевском драматическом театре. На этой должности она сменила француженку Анн Мари Милан Дегийон, но в отличие от неё руководила самостоятельно и в целом продолжала её традиции. Это был сложный для театра период, поскольку Густав IV Адольф занимал по отношению к театру откровенно враждебную позицию (в Королевской опере был убит его отец король Густав III) и в 1806 г. даже закрыл Королевскую оперу. Она открылась три года спустя в 1809 г. после низложения Густава IV, а полностью заработала только в 1812 г.
В обязанности Софии Ловисы был надзор за жильём учеников, и в итоге некоторые ученицы фактически проживали в её доме. Мало того, София Ловиса сквозь пальцы смотрела на то, что ученицы свободно общаются со сверстниками, что входило вразрез с обычаями того времени. Уходя в отставку в 1812 г., в своём прошении на пенсию София Ловиса указала, что приняла должность директора Dramatens elevskola без каких-либо обещаний экономической компенсации, и что она всегда находила лучший и достойный способ выполнять свои обязанности как директора, так и хозяйки ученического жилья. Софию Ловису на должности директора сменила Каролина Мюллер.
София Ловиса воспитала многих из самых известных шведских актрис первой половины XIX в.: Юстину Касальи, Шарлотту Эрикссон, Сару Торслов, Каролину Бок. Её выпускниц в то время называли «девчонками Гро».